# Jakob Franc Mahr
Jakob Franc Mahr, organizator trgovskega šolstva v Ljubljani, * (?) 1800, Gradec, † 28. april 1845, Ljubljana.

## Življenje in delo
Mahr je v Gradcu ustanovil privatno trgovsko šolo in jo vodil skoraj  10 let. Ko so ljubljanski trgovci na predlog F.J. Schmidta sklenili ustanoviti trgovsko in šolo (1833), se je Mahr odzval njihovemu vabilu, se preselil v Ljubljano in 1834 odprl trgovsko šolo, ki jo je vodil do svoje smrti. Po njegovi smrti je prevzel vodstvo šole sin Ferdinand, po Ferdinandovi smrti pa jo je vodil njegov sin Artur (* 28. septembra 1852 v Ljubljani, † 20. marca 1931 v Gradcu). Mahrova trgovska šola je slovela kot najstarejša šola te vrste v Avstriji.